# Cheiracanthium sansibaricum
Cheiracanthium sansibaricum är en spindelart som beskrevs av Embrik Strand 1907. Cheiracanthium sansibaricum ingår i släktet Cheiracanthium och familjen sporrspindlar. Inga underarter finns listade i Catalogue of Life.